# Mordellina nigrobrunnen
Mordellina nigrobrunnen là một loài bọ cánh cứng trong họ Mordellidae.